# Tembentschisee (oberer See)
Der Tembentschisee (russisch Озеро Тембенчи) ist ein See im zentralen Norden der russischen Region Krasnojarsk. Er ist nicht zu verwechseln mit dem gleichnamigen, größeren, 40 km abstrom gelegenen Tembentschisee, der auch als „Unterer Tembentschisee“ bekannt ist.

## Lage
Der 17,1 km² große Tembentschisee liegt in den südlichen Ausläufern des Putorana-Gebirges, das Teil des Mittelsibirischen Berglands ist. Der etwa 401 m hoch gelegene in Nord-Süd-Richtung ausgerichtete langgestreckte See ist 18,8 km lang und maximal 1,3 km breit. Westlich und östlich des Sees erheben sich 1000 m hohe Berge. Der See liegt in einer Tundralandschaft auf Höhe des Polarkreises. Der See liegt am Oberlauf des Tembentschi, ein Nebenfluss des Kotschetschum. Der See wird vom Tembentschi in südlicher Richtung durchflossen. Das untere Seeende liegt etwa bei Flusskilometer 522. Weitere Zuflüsse sind Alik von Westen und der Kleine Nirutschar weiter südlich von Osten.